# Игай, Диана
Диана Игай (венг. Igaly Diána, 31 января 1965, Будапешт — 8 апреля 2021, там же) — венгерский стрелок, выступавшая в дисциплине скит. Победительница Олимпийских игр, чемпионатов мира и Европы.

## Карьера
Диана Игай начала заниматься спортивной стрельбой в 1980 году. Тогда же попала в состав национальной сборной Венгрии. В 1983 году Играй стала чемпионкой Европы среди молодежи на континентальном первенстве в Бухаресте.
В 1991 году венгерская спортсменка выиграла уже взрослое континентальное первенство и квалифицировалась на Игры в Барселоне, где заняла в смешанном ските скромное 42-е место.
На Олимпиаде в Атланте Игай не выступала из-за того, что женщины не были допущены к участию в ските. В 1998 году Диана стала сильнейшей на первенстве мира в Барселоне.
На Играх в Сиднее женский скит дебютировал в олимпийской программе. Диана Игай после квалификации занимала второе место с 71 баллом из 75 возможных. В финале она отстрелялась не слишком успешно и переместилась на итоговое третье место, завоевав бронзу.
В 2002 году Игай защитила звание чемпионки мира и в качестве фаворита приехала на Игры в Афинах. Там она смогла оправдать возложенные на неё ожидания. Уже в первом раунде она захватила лидерство, а в финале показала стопроцентный результат и не позволила к себе приблизиться. С результатом 97 баллов из 100 она стала олимпийской чемпионкой.
На Играх в Пекине венгерская спортсменка пыталась защитить своё чемпионское звание, но выступила неудачно, показав 11-й результат и даже не пройдя в финал.